# Gamarús camablanc
El gamarús camablanc (Strix albitarsis; syn: Ciccaba virgata) és una espècie d'ocell de la família dels estrígids (Strigidae). Habita els boscos de muntanya de Colòmbia, nord-oest de Veneçuela, l'Equador, el Perú i Bolívia central. El seu estat de conservació es considera de risc mínim.

## Taxonomia
Segons la llista mundial d'ocells del Congrés Ornitològic Internacional (versió 13.1, gener 2023) el gamarús cafè pertany al gènere Strix. Tanmateix, altres obres taxonòmiques, com el Handook of the Birds of the World i la quarta versió de la BirdLife International Checklist of the birds of the world (Desembre 2019), consideren que pertany al gènere Ciccaba, el qual no és reconegut pel COI.